# Produkcja ichtiomasy
Produkcja ichtiomasy (produkcja biologiczno-rybacka) – roczny przyrost masy ryb z jednego hektara zbiornika wodnego. 
Produkcja ichtiomasy to wielkość połowu jaki można pozyskać z rzeki, stawu, jeziora lub zbiornika zaporowego w przypadku prawidłowo prowadzonej gospodarki rybackiej.